# Proven
Proven est une section de la ville belge de Poperinge située en Région flamande dans la province de Flandre-Occidentale. C'était une commune à part entière avant la fusion des communes de 1977.

## Toponymie

### Attestations anciennes
Prouenda (1176).

### Étymologie
Le nom de Proven est d’origine latine : d’après Maurits Gysseling, il vient du moyen néerlandais provende, lui-même dérivant du latin praebenda qui a donné « prébende » en français.

## Démographie

### Évolution démographique
- Sources : INS, Rem. : 1831 jusqu'en 1970 = recensements, 1976 = nombre d'habitants au 31 décembre[3].
- 1970 et 1976: y compris Krombeke annexé en 1971

## Histoire
Pendant la Première Guerre mondiale, Proven n'était pas très éloignée du front situé à proximité dr'Ypres. En 2015, des troupes ont stationné en repos sur la commune ou sont passées par Proven.
Le 5 février 1915, le généralissime Joseph Joffre, accompagné du général Foch et du général d'Urbal, passe en revue les troupes cantonnant à Proven (elles relèvent de la 21e brigade d'infanterie) avec les chefs de corps drapeaux et musiques. Après remise de plusieurs décorations, dont la croix d'officier de la Légion d'honneur au général commandant la brigade Ernest Jean Aimé, le général Joffre fait défiler devant lui les troupes sur la route de Proven à Poperinge.

## Patrimoine architectural
- Château De Lovie

## Personnalités liées à la localité
- Emile Butaye (1881-1953), personnalité politique membre du Frontpartij et du VNV
- Georges Feryn (1906-1960), personnalité politique membre du CVP
- Raoul Mazeman de Couthoven (1854-1923), Baron, Bourgmestre[5]
- Maximilien François Xavier d'Udekem d'Acoz (1861-1921), Baron, Bourgmestre[6]
- Charles Jean Marie Ghislain d'Udekem d'Acoz (1885-1968), Baron, Bourgmestre[5]
- La famille de Brouchoven de Bergeyck, de Beveren en résidence d'été au château de Lovie. Maria Cornet d'Elzius de Peissant y résidait avec sa famille et son personnel lors de l'invasion allemande du 4 août 1914. Après l'été la famille a dû prolonger son séjour plutôt que de retourner à Beveren[7].